# Tamron
Tamron Co., Ltd. (яп. 株式会社 タムロン) — японська компанія, що виробляє фото об'єктиви, лінзи і елементи оптичних приладів. Найбільшим акціонером компанії є Sony (11 % акцій). Центральний офіс компанії знаходиться в місті Сайтама (Префектура Сайтама, Японія).
Tamron випускає широкий спектр об'єктивів, сумісних з байонетами Canon, Nikon, Minolta/Sony і Pentax.

## Історія
Заснована в листопаді 1950 в місті Урава, Японія. Спочатку компанія називалася Taisei Optical Equipment Manufacturing і займалася виробництвом оптики для фотоапаратів і біноклів.
У серпні 1958 зареєстрована торгова марка Tamron.
У квітні 1970 перейменована і отримала свою сучасну назву Tamron Co., Ltd.
У 1995 купує частину компанії Bronica і тим самим виходить на ринок середньоформатної фототехніки.
У 1998 купує компанію Bronica.
У січні 2012 приєдналася до стандарту Мікро 4:3.

## Продукція
- Фото об'єктиви:

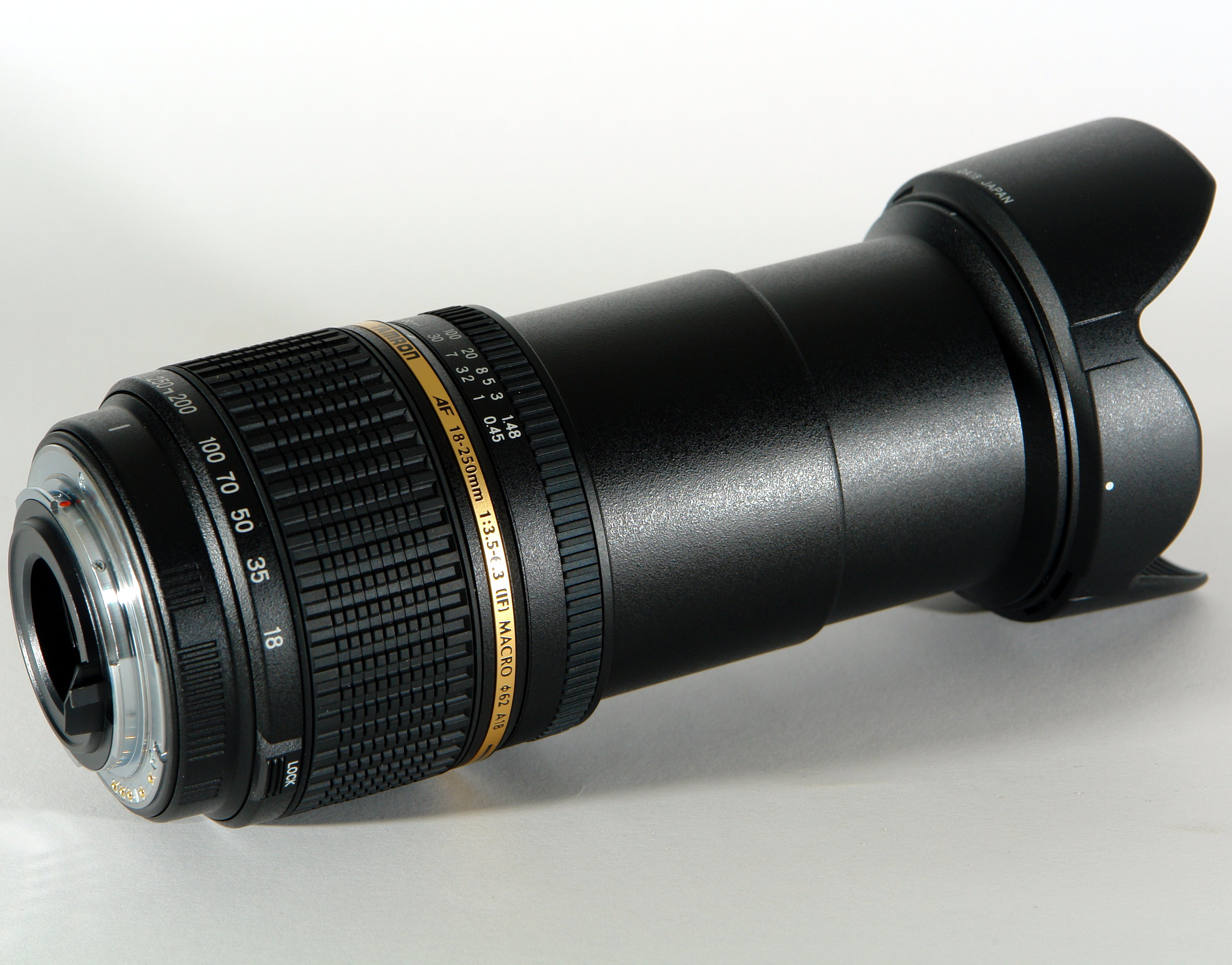
Об'єктив Tamron AF 18-250mm f/3.5-6.3 IF Macro

  - Об'єктиви для цифрових дзеркальних фотоапаратів (DSLR) різних виробників.
  - Телеконвертери
- Елементи оптичних приладів:
  - Об'єктиви для відеокамер
  - Об'єктиви для камер мобільних телефонів
  - Об'єктиви для недзеркальних цифрових фотоапаратів
- Комерційна та промислова оптика:
  - CCTV-об'єктиви для камер спостереження, промислових відеосистем
  - Проєкційні об'єктиви, лінзи і інші комплектуючі оптичних систем